# Arctia konewkaii
Arctia konewkaii är en fjärilsart som beskrevs av Frey 1831. Arctia konewkaii ingår i släktet Arctia och familjen björnspinnare. Inga underarter finns listade i Catalogue of Life.